# Elfenbein-Schneckling
Der Elfenbein-Schneckling (Hygrophorus eburneus) ist eine Pilzart aus der Familie der Schnecklingsverwandten (Hygrophoraceae) und die Typusart der Schnecklinge. Er ist in Europa und Nordamerika weit verbreitet und wurde auch in Nordafrika schon gefunden. Er wächst fast ausschließlich bei Rotbuchen. Die Fruchtkörper sind mittelgroß, rein weiß und in feuchtem Zustand mit einer dicken Schleimschicht überzogen. Aus den Fruchtkörpern wurden Fettsäuren mit bakteriziden und fungiziden Eigenschaften extrahiert.

## Merkmale

### Makroskopische Merkmale

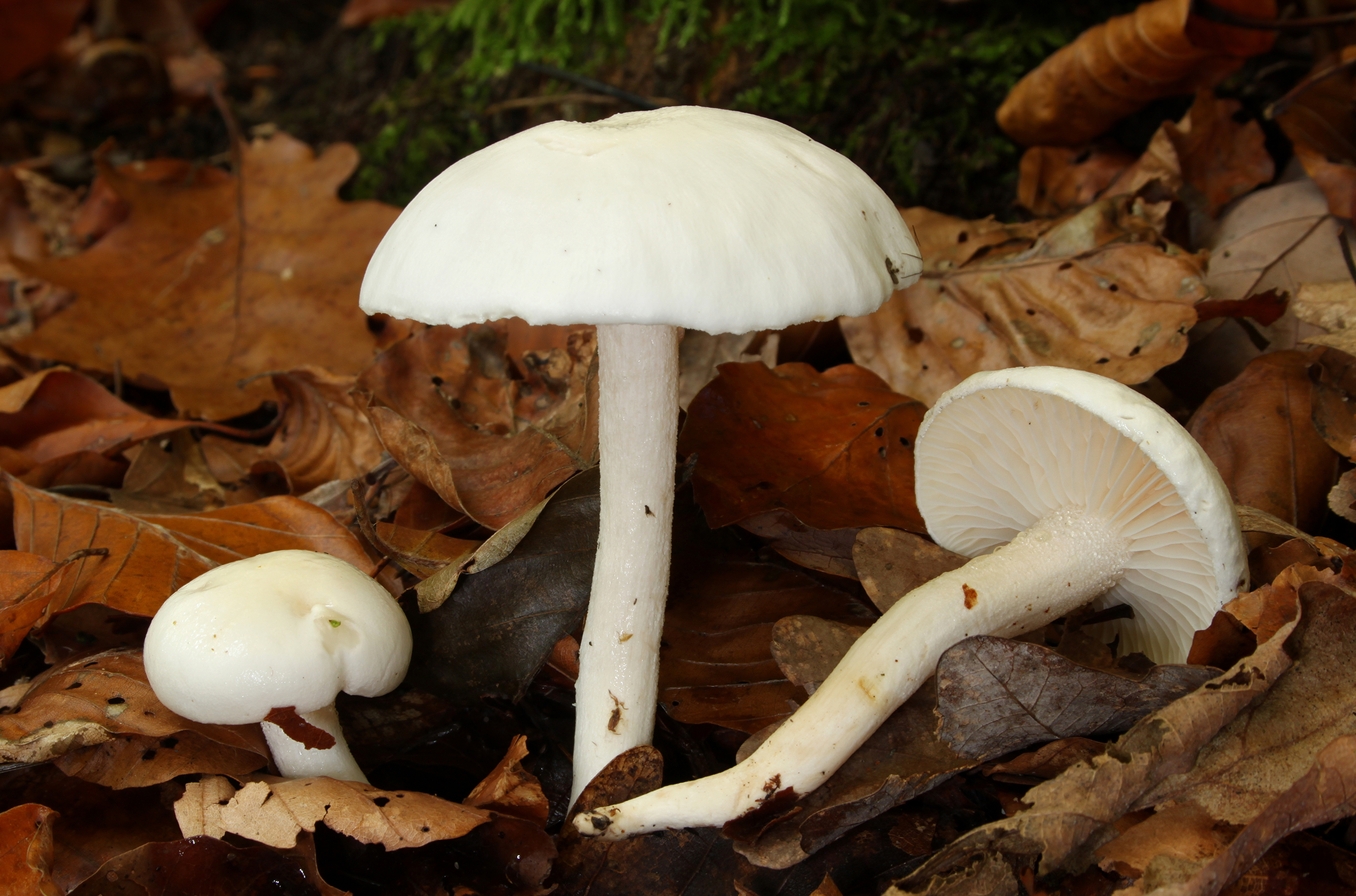
Die Art ist durch ihren extrem schleimigen Hut charakterisiert.

Der konvexe bis abgeflachte, manchmal leicht gebuckelte Hut des Elfenbein-Schnecklings ist zwei bis sieben Zentimeter breit, reinweiß und kann, abhängig von der Umgebungsfeuchte, zähschleimig bis klebrig sein. Die Hutoberfläche ist glatt, der Rand eben und bei jungen Exemplaren eingerollt und mit kurzen Fäserchen bedeckt.
Die Lamellen sind etwas bogig herablaufend, also in Bogenform zum Stiel hin zunächst aufwärtsgekrümmt und dann eine kurze Strecke den Stiel herablaufend. Sie stehen entfernt und sind recht dick, reinweiß, beim Antrocknen und im Alter blass (braun)gelblich. Wie der englischsprachige Name "ivory waxy cap" nahelegt, fühlen sie sich wachsartig an, wenn sie zwischen den Fingern gerieben werden. Die Lamellenschneiden sind glatt.
Der Stiel ist schleimig, 4,5 bis 15 Zentimeter lang und 0,2 bis 1 Zentimeter dick, nach unten hin etwas verjüngt. Das obere Ende des unter dem Schleim seidigen Stiels ist mit kurzen, rein weißen Fäserchen bedeckt, die mit dem Alter manchmal schmutzig gräulich werden. Er ist anfänglich wattig gefüllt und wird später hohl. Die Stielbasis färbt sich mit Kalilauge gelb.
Das Fleisch ist weiß. Der Geruch ist säuerlich-aromatisch, der Geschmack ist mild. Die Hüte getrockneter Fruchtkörper bleiben typischerweise weiß, während die Stiele dunkler werden, besonders wenn sie anfangs wassergetränkt sind. Das Sporenpulver ist weiß.

### Mikroskopische Merkmale

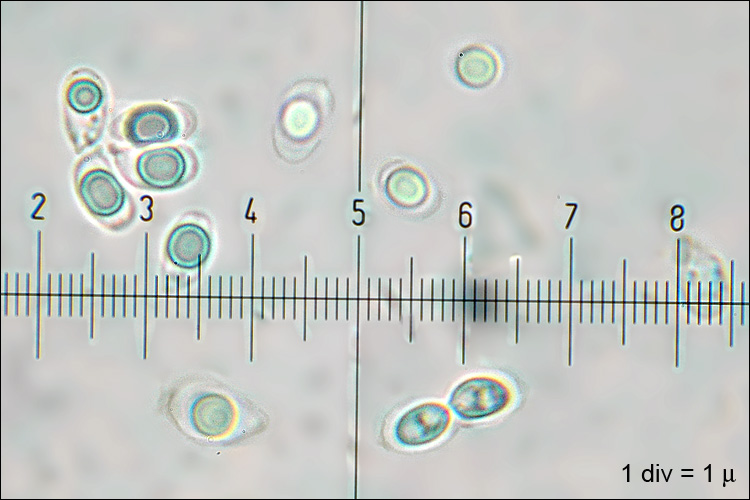
Die Sporen sind ellipsoid und glatt.

Die Sporen sind ellipsoid, glatt, inamyloid und messen 6–8 × 3,5–5 Mikrometer. Die Basidien sind 42–52 × 6–8 Mikrometer groß und viersporig. Pleurozystiden oder Cheilozystiden fehlen. Die Lamellentrama besteht aus verzweigten, etwa 7–12 Mikrometer breiten Hyphen. Die Huthaut ist ein Ixotrichoderm, das aus gallertartigen, 3–6 Mikrometer breiten Hyphen aufgebaut ist, deren Enden teilweise aufrecht stehen. An den Septen sind Schnallen vorhanden.

## Ökologie und Verbreitung
Der Elfenbein-Schneckling ist ein häufiger Mykorrhizapilz, der beinahe ausschließlich mit Rotbuchen vergesellschaftet ist. Die Fruchtkörper des Elfenbein-Schnecklings wachsen bevorzugt auf (mäßig) feuchten, lehmigen und kalkhaltigen Böden. In Europa fruktifiziert er von August bis November in Laubmischwäldern.
Der Pilz ist ebenfalls in Nordamerika weit verbreitet und findet sich auch in Israel und Nordafrika.

## Artabgrenzung
Ähnlich ist der Fichten-Schneckling (Hygrophorus piceae), die sich durch einen weniger schleimigen Hut, einen trockenen bis leicht klebrigen Stiel und die Mykorrhiza mit Fichten unterscheidet. Der Schleimigberingte Schneckling (Hygrophorus gliocyclus) ist genauso schleimig, hat aber einen cremefarbenen Hut, einen dickeren Stiel und wächst bei Kiefern. Der Nichtverfärbende Eichen-Schneckling (Hygrophorus cossus), welcher typischerweise mit Eichen wächst, unterscheidet sich außerdem durch die blass rosa-gelbbräunliche Farbe von Hut und Lamellen und hat einen starken, typischen, sauren Geruch; außerdem zeigt Hygrophorus cossus keine Reaktion mit Kalilauge. Der Verfärbende Schneckling (Hygrophorus discoxanthus) kommt in ähnlichen Habitaten vor wie der Elfenbein-Schneckling, verfärbt sich auf Druck und beim Eintrocknen vom Hutrand her aber bräunlich und zeigt am gesamten Fruchtkörper eine purpurbraune Kalilaugen-Reaktion. Der Glänzende Schleimschirmling (Zhuliangomyces illinitus) hat Lamellen, die nicht wachsartig und nicht am Stiel angewachsen sind, außerdem eine velumartige Ringzone.

## Taxonomie und Systematik

### Taxonomie und Etymologie
Die Art wurde zuerst 1783 von dem französischen Botaniker Jean Bulliard als Agaricus eburneus erstbeschrieben. Elias Fries unterteilte die große Gattung Agaricus in seinem Systema Mycologicum I in eine Anzahl von Tribus und klassifizierte Agaricus eburneus in den Tribus Limacium. Als Fries 1836 in seinem Epicrisis Systematis Mycologici erstmals die Gattung Hygrophorus definierte, schloss er Hygrophorus eburneus dort mit ein. Als Paul Kummer 1871 Fries’ Tribus auf den Rang von Gattungen erhob, wurde der Pilz in Limacium eburneum umbenannt und von Samuel Frederick Gray 1821 als Gymnopus eburneus.
Das Epitheton eburneus ist ein lateinisches Adjektiv mit der Bedeutung „wie Elfenbein“ oder „elfenbeinfarben“.

### Infragenerische Systematik
Der Elfenbein-Schneckling ist die Typusart der Gattung Hygrophorus und ist in der Sektion Hygrophorus, Untersektion Hygrophorus eingeordnet. Diese umfasst Arten mit inamyloiden, glatten Sporen und verzweigten Hymenialhyphen. Weitere Arten in dieser Untersektion sind der Nichtverfärbende Schneckling (Hygrophorus coccus), der Gewichtige Schneckling (Hygrophorus ponderatus), der Verfärbende Schneckling (Hygrophorus discoxanthus), außerdem mit Hygrophorus glutinosus und Hygrophorus eburneiformis auch zwei nordamerikanische Arten. Andere Autoren stellen den Elfenbein-Schneckling in die Sektion Eburnei. Diese Sektion umfasst Arten, die einen mehr oder weniger schmierig bis schleimigem Hut und Stiel haben. Der Hut ist weißlich bis cremefarben, rosa-ockerlich oder blassorange gefärbt.

## Bedeutung

### Essbarkeit
Der Pilz ist essbar, auch wenn er wegen seiner Schleimigkeit für viele nicht ansprechend sein mag. In China wird ein Yakmilchgetränk mit Elfenbein-Schnecklingen und Yakmilch hergestellt, in milchsaurer Gärung mit Lactobacillus delbrueckii subsp. bulgaricus, Streptococcus thermophilus und Lactobacillus acidophilus als gemischte Startkultur.

### Bioaktive Verbindungen

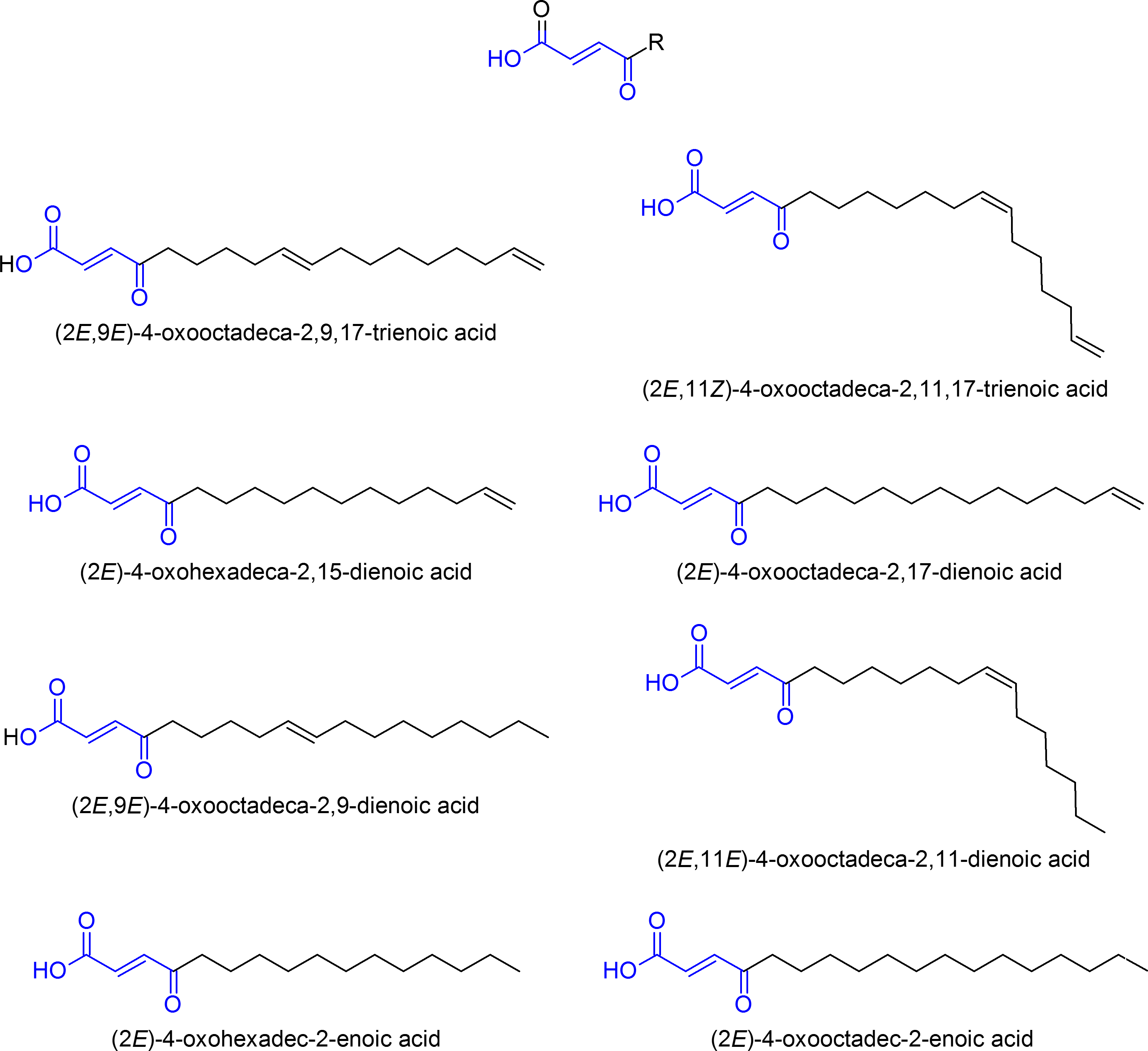
γ-Oxocrotonic acids aus Hygrophorus eburneus

Mehrere biologisch aktive Fettsäuren mit bakteriziden und fungiziden Eigenschaften wurden aus den Fruchtkörpern des Elfenbein-Schnecklings isoliert und identifiziert. Die biologisch aktiven Fettsäuren bauen auf einer chemischen Struktur namens γ-Oxocrotonat auf. Die folgenden gamma-Oxocrotonat-Derivate wurden in dem Pilz gefunden: (2E,9E)-4-oxooctadeca-2,9,17-trienoic acid, (2E,11Z)-4-oxooctadeca-2,11,17-trienoic acid, (E)-4-oxohexadeca-2,15-dienoic acid, (E)-4-oxooctadeca-2,17-dienoic acid, (2E,9E)-4-oxooctadeca-2,9-dienoic acid, (2E,11Z)-4-oxooctadeca-2,11-dienoic acid, (E)-4-oxohexadec-2-enoic acid und (E)-4-oxooctadec-2-enoic acid. Die Verbindung (E)-4-oxohexadec-2-enoic acid wurde für den potenziellen Gebrauch als Fungizid gegen die Eipilz-Art Phytophthora infestans untersucht, einen Erreger für die Kraut- und Knollenfäule bei Kartoffeln beziehungsweise Kraut- und Braunfäule bei Tomaten.
Im Elfenbein-Schneckling entdeckte zusätzliche Sekundärmetabolite umfassen die Ceramid-Verbindung namens Hygrophamid ((2S,3R,4R,2’R)-2-(2’-hydroxy-9’Z-ene-tetracosanoylamino)-octadecane-1,3,4-triol) und die als Harman und Norharman bekannten β-Carbolin-Alkaloide. Der Entdeckungsbericht von 2008 zu den zwei letztgenannten Verbindungen stellt das erste bekannte Vorkommen in Pilzfruchtkörpern dar.